# Каґава Сіндзі
Сіндзі Каґава (яп. 香川 真司; нар. 17 березня 1989 року, Кобе, Японія) — японський футболіст, атакувальний півзахисник бельгійського «Сінт-Трейдена» і збірної Японії.

## Клубна кар'єра
У дорослому футболі дебютував 2006 року виступами за команду клубу «Сересо Осака», в якій провів чотири сезони, взявши участь у 125 матчах чемпіонату. Більшість часу, проведеного у складі «Сересо Осака», був основним гравцем команди. У складі «Сересо Осака» був одним з головних бомбардирів команди, маючи середню результативність на рівні 0,44 голу за гру першості.
Своєю грою за цю команду привернув увагу представників тренерського штабу клубу «Боруссія» (Дортмунд), до складу якого приєднався 2010 року. Відіграв за дортмундський клуб наступні два сезони своєї ігрової кар'єри. Граючи у складі «Боруссії» також здебільшого виходив на поле в основному складі команди. В новому клубі був серед найкращих голеодорів, відзначаючись забитим голом в середньому майже у кожній другій грі чемпіонату.
Забивний атакувальний півзахисинк зацікавив представників англійського «Манчестер Юнайтед» і влітку 2012 року уклав контракт з цим клубом, ставши першим японцем у його складі. Англійський клуб заплатив за гравця 12 млн фунтів стерлінгів. Протягом свого першого сезону в Англії отримував досить багато ігрового часу і провів декілька яскравих матчів, зокрема ставши першим азійським гравцем-автором хет-трика в англійській Прем'єр-лізі, забивши 2 березня 2013 року три м'ячі у ворота «Норвіч Сіті». Проте в сезоні 2013/14 стало зрозуміло, що тренерський штаб «МЮ» не розраховує на японця як на гравця основного складу.
31 серпня 2014 року було оголошено про повернення Сіндзі до дортмундської «Боруссії», німецький клуб заплатив за гравця 6,5 млн євро.
2019 був орендований турецьким «Бешікташем».
Того ж року став гравцем іспанської «Сарагоси».
17 січня 2021, будучи вільним агентом, підписав 1,5-річний контракт з грецьким ПАОКом.

## Виступи за збірні
Протягом 2005–2008 років залучався до складу молодіжної збірної Японії. На молодіжному рівні зіграв у 12 офіційних матчах, забив 1 гол.
2008 року дебютував в офіційних матчах у складі національної збірної Японії.
У складі збірної був учасником кубка Азії 2011 року у Катарі, здобувши того року титул переможця турніру, розіграшу Кубка конфедерацій 2013 і чемпіонату світу 2014 у Бразилії, а також кубка Азії з 2015 року в Австралії.
31 травня 2018 року був включений до заявки збірної на свою другу світову першість — тогорічний чемпіонат світу.

## Статистика виступів

### Статистика клубних виступів
Станом на 4 січня 2018 року
| Anno                          | Команда                       | Чемпіонат                     | Чемпіонат | Чемпіонат | Національний кубок | Національний кубок | Національний кубок | Континентальні кубки | Континентальні кубки | Континентальні кубки | Інші змагання | Інші змагання | Інші змагання | Усього | Усього |
| Anno                          | Команда                       | Ліга                          | Ігор      | Голів     | Ліга               | Ігор               | Голів              | Ліга                 | Ігор                 | Голів                | Ліга          | Ігор          | Голів         | Ігор   | Голів  |
| ----------------------------- | ----------------------------- | ----------------------------- | --------- | --------- | ------------------ | ------------------ | ------------------ | -------------------- | -------------------- | -------------------- | ------------- | ------------- | ------------- | ------ | ------ |
| 2006                          | «Сересо Осака»                | J1                            | 0         | 0         | КІ                 | 0                  | 0                  | -                    | -                    | -                    | -             | -             | -             | 0      | 0      |
| 2007                          | «Сересо Осака»                | J2                            | 35        | 5         | КІ                 | 1                  | 2                  | -                    | -                    | -                    | -             | -             | -             | 36     | 7      |
| 2008                          | «Сересо Осака»                | J2                            | 35        | 16        | КІ                 | 0                  | 0                  | -                    | -                    | -                    | -             | -             | -             | 35     | 16     |
| 2009                          | «Сересо Осака»                | J2                            | 44        | 27        | КІ                 | 0                  | 0                  | -                    | -                    | -                    | -             | -             | -             | 44     | 27     |
| 2010                          | «Сересо Осака»                | J1                            | 11        | 7         | КДжЛ               | 1                  | 0                  | -                    | -                    | -                    | -             | -             | -             | 12     | 7      |
| Усього за «Сересо Осака»      | Усього за «Сересо Осака»      | Усього за «Сересо Осака»      | 122       | 55        |                    | 2                  | 2                  |                      | -                    | -                    |               | -             | -             | 127    | 57     |
| 2010–11                       | «Боруссія» (Дортмунд)         | БЛ                            | 18        | 8         | КН                 | 2                  | 0                  | ЛЄ                   | 8                    | 4                    | -             | -             | -             | 28     | 12     |
| 2011–12                       | «Боруссія» (Дортмунд)         | БЛ                            | 31        | 13        | КН                 | 5                  | 3                  | ЛЧ                   | 6                    | 1                    | СН            | 1             | 0             | 43     | 17     |
| 2012–13                       | «Манчестер Юнайтед»           | ПЛ                            | 20        | 6         | КА+КЛ              | 3+0                | 0+0                | ЛЧ                   | 3                    | 0                    | -             | -             | -             | 26     | 6      |
| 2013–14                       | «Манчестер Юнайтед»           | ПЛ                            | 18        | 0         | КА+КЛ              | 1+2                | 0+0                | ЛЧ                   | 8                    | 0                    | СА            | 1             | 0             | 30     | 0      |
| серп. 2014                    | «Манчестер Юнайтед»           | ПЛ                            | 0         | 0         | КА+КЛ              | 0+1                | 0+0                | -                    | -                    | -                    | -             | -             | -             | 1      | 0      |
| Усього за «Манчестер Юнайтед» | Усього за «Манчестер Юнайтед» | Усього за «Манчестер Юнайтед» | 38        | 6         |                    | 7                  | 0                  |                      | 11                   | 0                    |               | 1             | 0             | 57     | 6      |
| серп. 2014–15                 | «Боруссія» (Дортмунд)         | БЛ                            | 28        | 5         | КН                 | 5                  | 1                  | ЛЧ                   | 5                    | 0                    | СН            | -             | -             | 38     | 6      |
| 2015–16                       | «Боруссія» (Дортмунд)         | БЛ                            | 29        | 9         | КН                 | 5                  | 1                  | ЛЄ                   | 12                   | 3                    | -             | -             | -             | 46     | 13     |
| 2016–17                       | «Боруссія» (Дортмунд)         | БЛ                            | 21        | 1         | КН                 | 3                  | 2                  | ЛЧ                   | 5                    | 3                    | СН            | 1             | 0             | 30     | 6      |
| 2017–18                       | «Боруссія» (Дортмунд)         | БЛ                            | 13        | 3         | КН                 | 3                  | 1                  | ЛЧ                   | 5                    | 0                    | СН            | 0             | 0             | 21     | 4      |
| Усього за «Боруссію»          | Усього за «Боруссію»          | Усього за «Боруссію»          | 140       | 39        |                    | 23                 | 8                  |                      | 41                   | 11                   |               | 2             | 0             | 206    | 58     |
| Усього за кар'єру             | Усього за кар'єру             | Усього за кар'єру             | 300       | 100       |                    | 32                 | 11                 |                      | 52                   | 11                   |               | 3             | 0             | 387    | 122    |

### Статистика виступів за збірну
Станом на 26 березня 2019 року
| Дата       | Місто                       | Господарі         | Результат               | Гості             | Турнір                        | Голи | Примітки |
| ---------- | --------------------------- | ----------------- | ----------------------- | ----------------- | ----------------------------- | ---- | -------- |
| 25-5-2008  | Тойота                      | Японія            | 1 – 0                   | Кот-д'Івуар       | Kirin Cup                     | -    | 75'      |
| 2-6-2008   | Йокогама                    | Японія            | 3 – 0                   | Оман              | Відбір до ЧС 2010             | -    | 72' 84'  |
| 14-6-2008  | Бангкок                     | Таїланд           | 0 – 3                   | Японія            | Відбір до ЧС 2010             | -    | 82'      |
| 9-10-2008  | Ніїґата                     | Японія            | 1 – 1                   | ОАЕ               | товариський матч              | 1    | 70'      |
| 15-10-2008 | Сайтама                     | Японія            | 1 – 1                   | Узбекистан        | Відбір до ЧС 2010             | -    | 76'      |
| 13-11-2008 | Кобе                        | Японія            | 3 – 1                   | Сирія             | товариський матч              | -    | 46' 77'  |
| 20-1-2009  | Кумамото                    | Японія            | 2 – 1                   | Ємен              | Відбір до Кубка Азії 2011     | -    | 88'      |
| 28-1-2009  | Манама                      | Бахрейн           | 1 – 0                   | Японія            | Відбір до Кубка Азії 2011     | -    | 63'      |
| 4-2-2009   | Токіо                       | Японія            | 5 – 1                   | Фінляндія         | товариський матч              | 1    | 81'      |
| 27-5-2009  | Осака                       | Японія            | 4 – 0                   | Чилі              | Kirin Cup                     | -    | 83'      |
| 2-2-2010   | Ойта                        | Японія            | 0 – 0                   | Венесуела         | товариський матч              | -    | 84'      |
| 11-2-2010  | Токіо                       | Японія            | 3 – 0                   | Гонконг           | Кубок Східної Азії 2010       | -    | 76'      |
| 14-2-2010  | Токіо                       | Японія            | 1 – 3                   | Південна Корея    | Кубок Східної Азії 2010       | -    | 26' 46'  |
| 4-9-2010   | Йокогама                    | Японія            | 1 – 0                   | Парагвай          | товариський матч              | -    | 90'      |
| 7-9-2010   | Осака                       | Японія            | 2 – 1                   | Гватемала         | товариський матч              | -    | 66'      |
| 8-10-2010  | Сайтама                     | Японія            | 1 – 0                   | Аргентина         | товариський матч              | -    | 77'      |
| 12-10-2010 | Сеул                        | Південна Корея    | 0 – 0                   | Японія            | товариський матч              | -    | 72'      |
| 9-1-2011   | Доха                        | Японія            | 1 – 1                   | Йорданія          | Кубок Азії 2011 - 1-й етап    | -    |          |
| 13-1-2011  | Доха                        | Сирія             | 1 – 2                   | Японія            | Кубок Азії 2011 - 1-й етап    | -    | 65'      |
| 17-1-2011  | Доха                        | Саудівська Аравія | 0 – 5                   | Японія            | Кубок Азії 2011 - 1-й етап    | -    |          |
| 21-1-2011  | Доха                        | Японія            | 3 – 2                   | Катар             | Кубок Азії 2011 - чвертьфінал | 2    | 93'      |
| 25-1-2011  | Доха                        | Японія            | 2 – 2 д.ч. (3 - 0 п.п.) | Південна Корея    | Кубок Азії 2011 - півфінал    | -    | 87'      |
| 10-8-2011  | Саппоро                     | Японія            | 3 – 0                   | Південна Корея    | товариський матч              | 2    | 85'      |
| 2-9-2011   | Сайтама                     | Японія            | 1 – 0                   | Північна Корея    | Відбір до ЧС 2014             | -    |          |
| 7-9-2011   | Ташкент                     | Узбекистан        | 1 – 1                   | Японія            | Відбір до ЧС 2014             | -    |          |
| 7-10-2011  | Кобе                        | Японія            | 1 – 0                   | В'єтнам           | товариський матч              | -    | 46'      |
| 11-10-2011 | Осака                       | Японія            | 8 – 0                   | Таджикистан       | Відбір до ЧС 2014             | 2    |          |
| 11-11-2011 | Душанбе                     | Таджикистан       | 0 – 4                   | Японія            | Відбір до ЧС 2014             | -    |          |
| 29-2-2012  | Тойота                      | Японія            | 0 – 1                   | Узбекистан        | Відбір до ЧС 2014             | -    |          |
| 23-5-2012  | Фукурой (Сідзуока)          | Японія            | 2 – 0                   | Азербайджан       | товариський матч              | 1    | 62'      |
| 3-6-2012   | Сайтама                     | Японія            | 3 – 0                   | Оман              | Відбір до ЧС 2014             | -    |          |
| 8-6-2012   | Сайтама                     | Японія            | 6 – 0                   | Йорданія          | Відбір до ЧС 2014             | 1    |          |
| 12-6-2012  | Брисбен                     | Австралія         | 1 – 1                   | Японія            | Відбір до ЧС 2014             | -    | 92'      |
| 15-8-2012  | Саппоро                     | Японія            | 1 – 1                   | Венесуела         | товариський матч              | -    |          |
| 16-9-2012  | Ніїґата                     | Японія            | 1 – 0                   | ОАЕ               | товариський матч              | -    | 46'      |
| 12-10-2012 | Сен-Дені                    | Франція           | 0 – 1                   | Японія            | товариський матч              | 1    |          |
| 16-10-2012 | Вроцлав                     | Японія            | 0 – 4                   | Бразилія          | товариський матч              | -    |          |
| 6-2-2013   | Кобе                        | Японія            | 3 – 0                   | Латвія            | товариський матч              | -    |          |
| 22-3-2013  | Доха                        | Японія            | 2 – 1                   | Канада            | товариський матч              | -    |          |
| 26-3-2013  | Амман                       | Йорданія          | 2 – 1                   | Японія            | Відбір до ЧС 2014             | 1    |          |
| 30-5-2013  | Тойота                      | Японія            | 0 – 2                   | Болгарія          | товариський матч              | -    |          |
| 4-6-2013   | Сайтама                     | Японія            | 1 – 1                   | Австралія         | Відбір до ЧС 2014             | -    |          |
| 11-6-2013  | Доха                        | Ірак              | 0 – 1                   | Японія            | Відбір до ЧС 2014             | -    |          |
| 15-6-2013  | Бразиліа                    | Бразилія          | 3 – 0                   | Японія            | Кубок Конфедерацій            | -    |          |
| 19-06-2013 | Ресіфі                      | Італія            | 4 – 3                   | Японія            | Кубок Конфедерацій            | 1    |          |
| 22-06-2013 | Белу-Оризонті               | Японія            | 1 – 2                   | Мексика           | Кубок Конфедерацій            | -    |          |
| 14-8-2013  | Повіт Міяґі                 | Японія            | 2 – 4                   | Уругвай           | товариський матч              | 1    |          |
| 6-9-2013   | Осака                       | Японія            | 3 – 0                   | Гватемала         | товариський матч              | -    | 75'      |
| 10-9-2013  | Йокогама                    | Японія            | 3 – 1                   | Гана              | товариський матч              | 1    | 85'      |
| 11-10-2013 | Новий Сад                   | Сербія            | 2 – 0                   | Японія            | товариський матч              | -    | 86'      |
| 15-10-2013 | Мінськ                      | Білорусь          | 0 – 1                   | Японія            | товариський матч              | -    |          |
| 16-11-2013 | Генк                        | Нідерланди        | 2 – 2                   | Японія            | товариський матч              | -    | 46'      |
| 19-11-2013 | Брюссель                    | Бельгія           | 2 – 3                   | Японія            | товариський матч              | -    | 82'      |
| 5-3-2014   | Токіо                       | Японія            | 4 – 2                   | Нова Зеландія     | товариський матч              | 1    | 79'      |
| 27-5-2014  | Сайтама                     | Японія            | 1 – 0                   | Кіпр              | товариський матч              | -    |          |
| 2-6-2014   | Тампа                       | Коста-Рика        | 1 – 3                   | Японія            | товариський матч              | 1    |          |
| 6-6-2014   | Тампа                       | Японія            | 4 – 3                   | Замбія            | товариський матч              | 1    | 78'      |
| 14-6-2014  | Ресіфі                      | Кот-д'Івуар       | 2 – 1                   | Японія            | ЧС 2014 - 1-й етап            | -    | 86'      |
| 19-6-2014  | Натал (Ріу-Гранді-ду-Норті) | Японія            | 0 – 0                   | Греція            | ЧС 2014 - 1-й етап            | -    | 57'      |
| 24-6-2014  | Куяба                       | Японія            | 1 – 4                   | Колумбія          | ЧС 2014 - 1-й етап            | -    | 85'      |
| 10-10-2014 | Ніїґата                     | Японія            | 1 – 0                   | Ямайка            | товариський матч              | -    | 90'      |
| 14-11-2014 | Тойота                      | Японія            | 6 – 0                   | Гондурас          | товариський матч              | -    |          |
| 18-11-2014 | Осака                       | Японія            | 2 – 1                   | Австралія         | товариський матч              | -    |          |
| 12-1-2015  | Ньюкасл                     | Японія            | 4 – 0                   | Палестина         | Кубок Азії 2015 - 1-й етап    | -    |          |
| 16-1-2015  | Брисбен                     | Ірак              | 0 – 1                   | Японія            | Кубок Азії 2015 - 1-й етап    | -    |          |
| 20-1-2015  | Мельбурн                    | Японія            | 2 – 0                   | Йорданія          | Кубок Азії 2015 - 1-й етап    | 1    |          |
| 23-1-2015  | Сідней                      | Японія            | 1 – 1 д.ч. (4 - 5 п.п.) | ОАЕ               | Кубок Азії 2015 - чвертьфінал | -    |          |
| 27-3-2015  | Ойта                        | Японія            | 2 – 0                   | Туніс             | товариський матч              | -    | 60'      |
| 31-3-2015  | Токіо                       | Японія            | 5 – 1                   | Узбекистан        | товариський матч              | -    | 69'      |
| 11-6-2015  | Йокогама                    | Японія            | 4 – 0                   | Ірак              | товариський матч              | -    | 67'      |
| 16-6-2015  | Сайтама                     | Японія            | 0 – 0                   | Сінгапур          | Відбір до ЧС 2018             | -    | 61'      |
| 3-9-2015   | Сайтама                     | Японія            | 3 – 0                   | Камбоджа          | Відбір до ЧС 2018             | 1    |          |
| 8-9-2015   | Тегеран                     | Афганістан        | 0 – 6                   | Японія            | Відбір до ЧС 2018             | 2    | 77'      |
| 8-10-2015  | Маскат                      | Сирія             | 0 – 3                   | Японія            | Відбір до ЧС 2018             | -    | 79'      |
| 13-10-2015 | Тегеран                     | Іран              | 1 – 1                   | Японія            | товариський матч              | -    |          |
| 16-6-2015  | Сінгапур                    | Сінгапур          | 0 – 3                   | Японія            | Відбір до ЧС 2018             | -    | 75'      |
| 17-11-2015 | Пномпень                    | Камбоджа          | 0 – 2                   | Японія            | Відбір до ЧС 2018             | -    |          |
| 24-3-2016  | Сайтама                     | Японія            | 5 – 0                   | Афганістан        | Відбір до ЧС 2018             | -    | 64'      |
| 29-3-2016  | Сайтама                     | Японія            | 5 – 0                   | Сирія             | Відбір до ЧС 2018             | 2    |          |
| 3-6-2016   | Тойота                      | Японія            | 7 – 2                   | Болгарія          | Kirin Cup                     | 2    | 43'      |
| 1-9-2016   | Сайтама                     | Японія            | 1 – 2                   | ОАЕ               | Відбір до ЧС 2018             | -    |          |
| 6-9-2016   | Бангкок                     | Таїланд           | 0 – 2                   | Японія            | Відбір до ЧС 2018             | -    |          |
| 11-10-2016 | Мельбурн                    | Австралія         | 1 – 1                   | Японія            | Відбір до ЧС 2018             | -    |          |
| 15-11-2016 | Токіо                       | Японія            | 2 – 1                   | Саудівська Аравія | Відбір до ЧС 2018             | -    | 64'      |
| 23-3-2017  | Ель-Айн                     | ОАЕ               | 0 – 2                   | Японія            | Відбір до ЧС 2018             | -    | 71'      |
| 28-3-2017  | Сайтама                     | Японія            | 4 – 0                   | Таїланд           | Відбір до ЧС 2018             | 1    | 74'      |
| 7-6-2017   | Тьофу                       | Японія            | 1 – 1                   | Сирія             | товариський матч              | -    | 10'      |
| 6-10-2017  | Toyota                      | Японія            | 2 – 1                   | Нова Зеландія     | товариський матч              | -    | 61'      |
| 10-10-2017 | Йокогама                    | Японія            | 3 – 3                   | Гаїті             | товариський матч              | 1    | 59'      |
| 30-5-2018  | Йокогама                    | Японія            | 0 – 2                   | Гана              | товариський матч              | -    | 46'      |
| 8-6-2018   | Лугано                      | Швейцарія         | 2 – 0                   | Японія            | товариський матч              | -    | 76'      |
| 12-6-2018  | Інсбрук                     | Японія            | 4 – 2                   | Парагвай          | товариський матч              | 1    |          |
| 19-6-2018  | Саранськ                    | Колумбія          | 1 – 2                   | Японія            | ЧС 2018 - 1-й етап            | 1    | 70'      |
| 24-6-2018  | Єкатеринбург                | Японія            | 2 – 2                   | Сенегал           | ЧС 2018 - 1-й етап            | -    | 72'      |
| 2-7-2018   | Ростов-на-Дону              | Бельгія           | 3 – 2                   | Японія            | ЧС 2018 - 1/8 фіналу          | -    |          |
| 22-3-2019  | Нешвілл                     | Японія            | 0 – 1                   | Колумбія          | товариський матч              | -    | 65'      |
| 26-3-2019  | Кобе                        | Японія            | 1 – 0                   | Болівія           | товариський матч              | -    | 68'      |
| Усього     |                             | Матчів            | 97                      |                   | Голів                         | 31   |          |

## Досягнення
«Боруссія»
- Чемпіон Німеччини: 2010-11, 2011-12
- Володар кубка Німеччини: 2011-12, 2016-17
- Володар Суперкубка Німеччини: 2019

«Манчестер Юнайтед»
- Чемпіон Англії: 2012-13
- Володар суперкубка Англії: 2013

ПАОК
- Володар Кубка Греції: 2020-21

Збірна Японії
- Володар кубка Азії: 2011